# Esacloruro di uranio
L'esacloruro di uranio o cloruro di uranio(VI) è il composto inorganico con formula UCl6, dove l'uranio ha numero di ossidazione +6. È un solido cristallino verde scuro, instabile e fortemente igroscopico.

## Storia
UCl6 fu ottenuto per la prima volta nel 1943 da Carter, Jenkins e altri tramite la reazione di disproporzione di UCl5.

## Struttura
UCl6 è un composto molecolare, isostrutturale con UF6. La molecola UCl6 ha geometria ottaedrica, con distanze uranio–cloro di 242 pm.
UCl6 allo stato cristallino ha struttura esagonale, gruppo spaziale P3m1 con costanti di reticolo a = 10,95 e c = 6,016 Å. Nella cella primitiva sono contenute 3 unità di formula UCl6.

## Sintesi
UCl6 si può preparare in vari modi. Da UCl4 si può effettuare una clorurazione con SbCl5; da UCl5 si può sfruttare la reazione di disproporzione:
2UCl5 → UCl4 + UCl6
UCl6 può essere quindi purificato per sublimazione.
In laboratorio si può condensare BCl3 su UF6 a -196 °C lasciando quindi riscaldare lentamente il recipiente.

## Reattività
UCl6 è un composto molto sensibile all'umidità. Il solido fonde a 177 °C, ma al di sopra dei 120 °C inizia già a rilasciare cloro. È solubile in tetracloruro di carbonio e cloroformio, mentre è insolubile in benzene. Reagisce violentemente con l'acqua formando soluzioni contenenti cloruro di uranile, UO2Cl2; con fluoruro di idrogeno reagisce formando UF5:
2UCl6 +10HF → 2UF5 + 10HCl + Cl2

## Tossicità / Indicazioni di sicurezza
Il composto non è disponibile in commercio. Data la sua instabilità è improbabile incontrarlo al di fuori di laboratori molto specialistici. Il composto non è classificato esplicitamente nella Direttiva 67/548/CE, ma come composto dell'uranio va considerato molto tossico e pericoloso per l'ambiente, nonché radioattivo.